# ها لونگ
ها لونگ (به لاتین: Hạ Long)   () یک شهر در ویتنام است که در استان کوانگ نین واقع شده ‌است.  این شهر در امتداد ساحل خلیج ها لونگ قرار دارد و در حدود ۱۷۸ کیلومتری شرق هانوی پایتخت کشور ویتنام واقع شده است. 

## خصوصیات
ها لونگ ۲۷۱٫۹۵ کیلومترمربع مساحت و ۲۲۱٬۵۸۰ نفر جمعیت دارد.

## شهرهای خواهر خوانده
شهر آکاپولکو، گوئررو  خواهرخوانده ها لونگ هست.

## نگارخانه

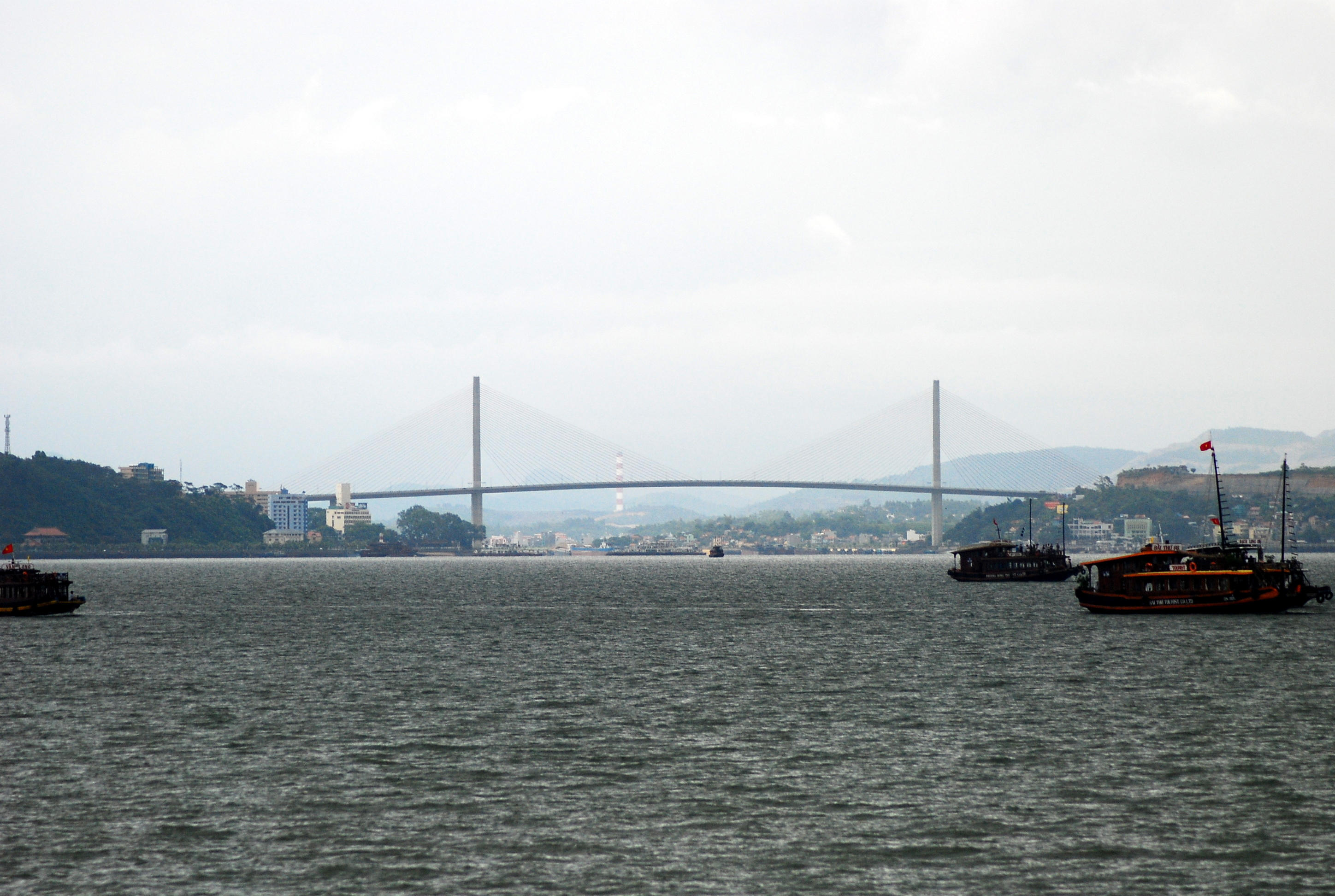
پل بای چای (ویتنامی: Cầu Bãi Cháy)
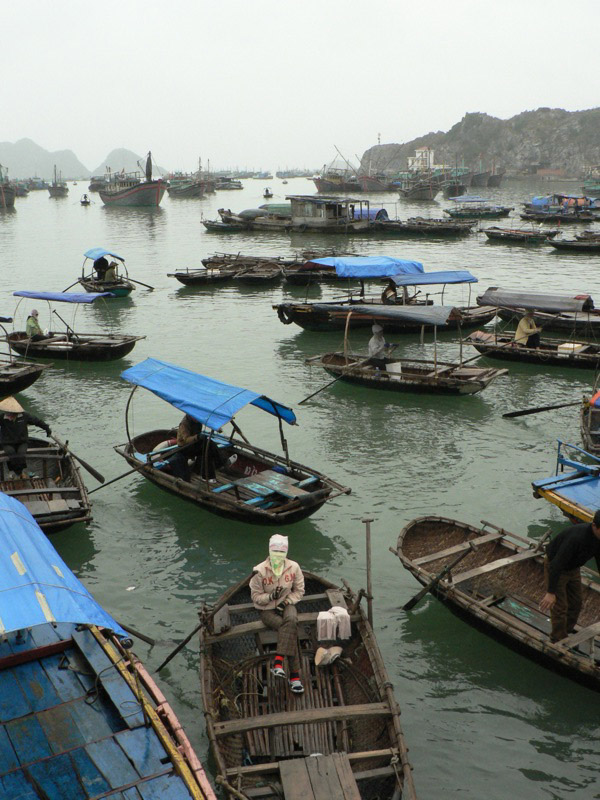
قایق های ماهیگیران در خلیج ها لونگ
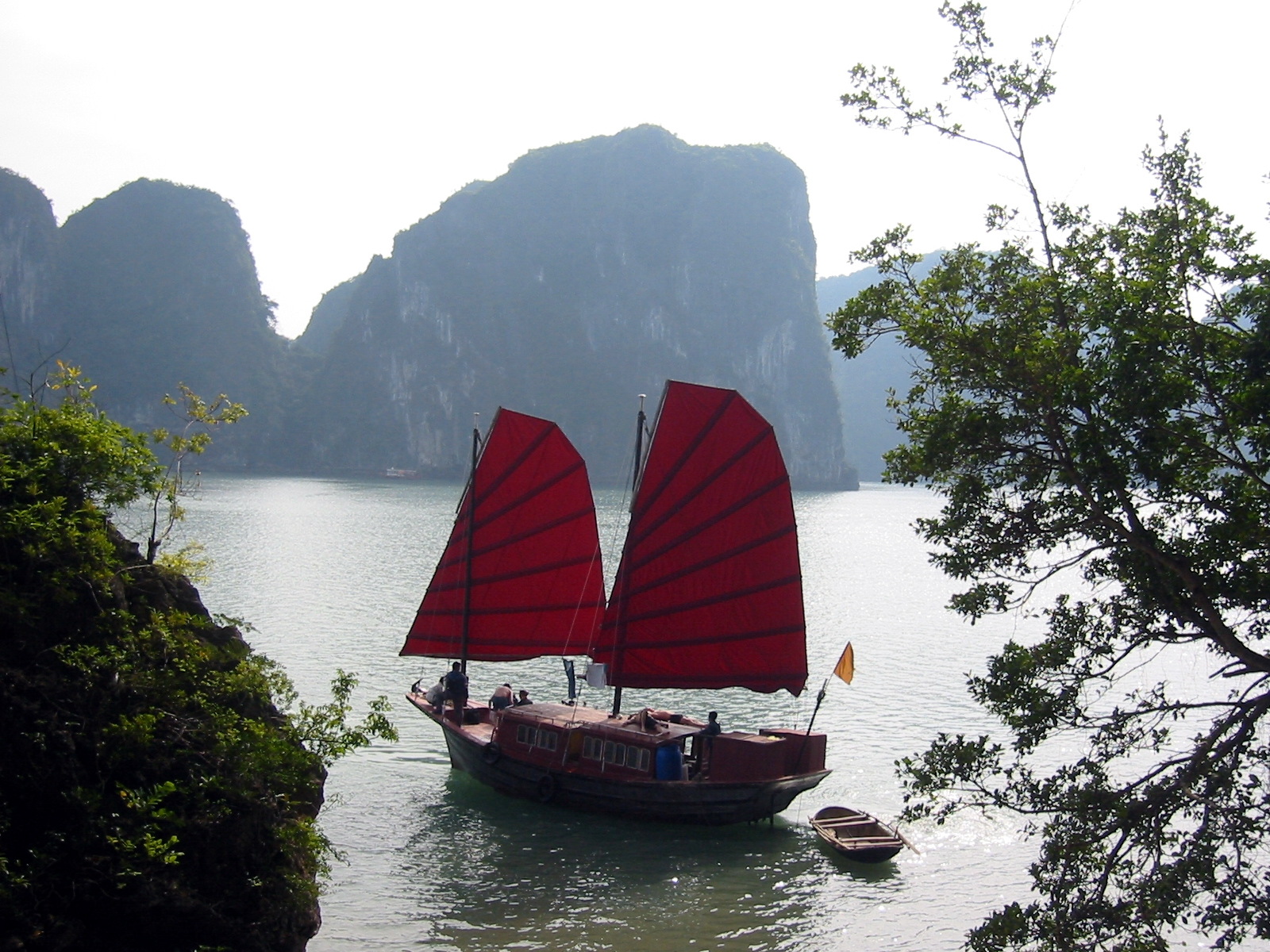
قایق سبُک با بادبان های قرمز سنتی
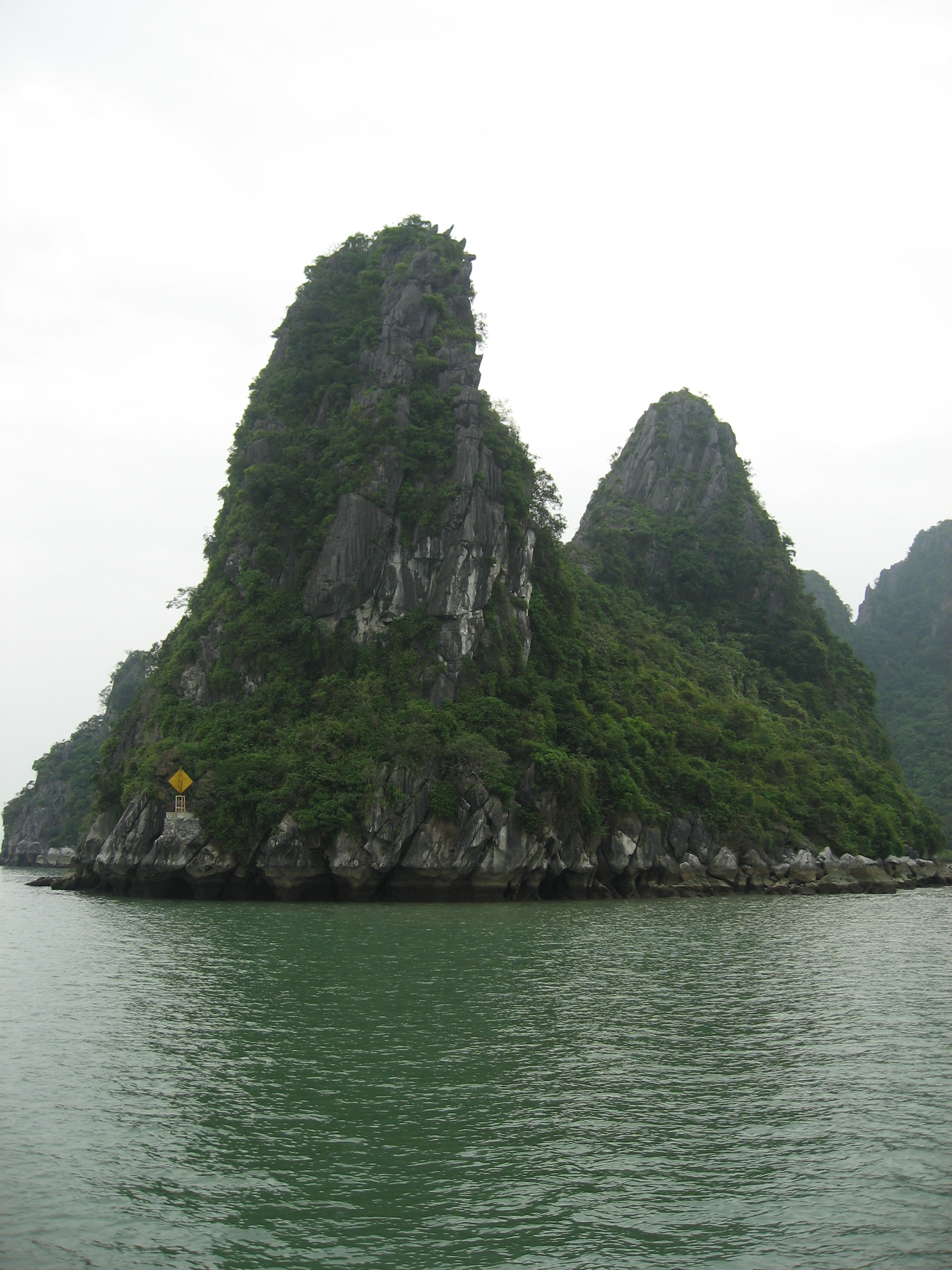
جزایر سنگ آهک
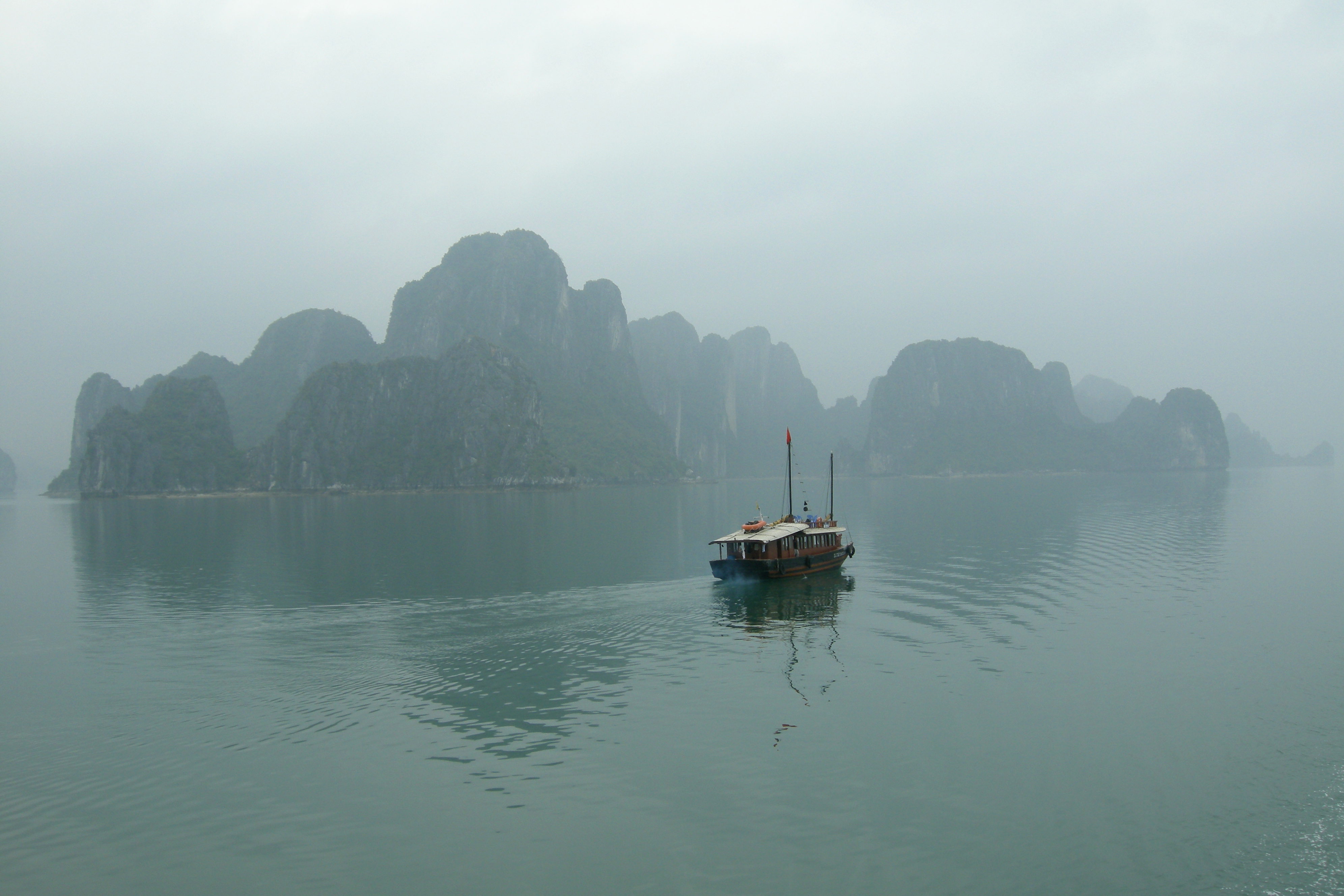
قایقرانی به سمت خلیج ها لونگ
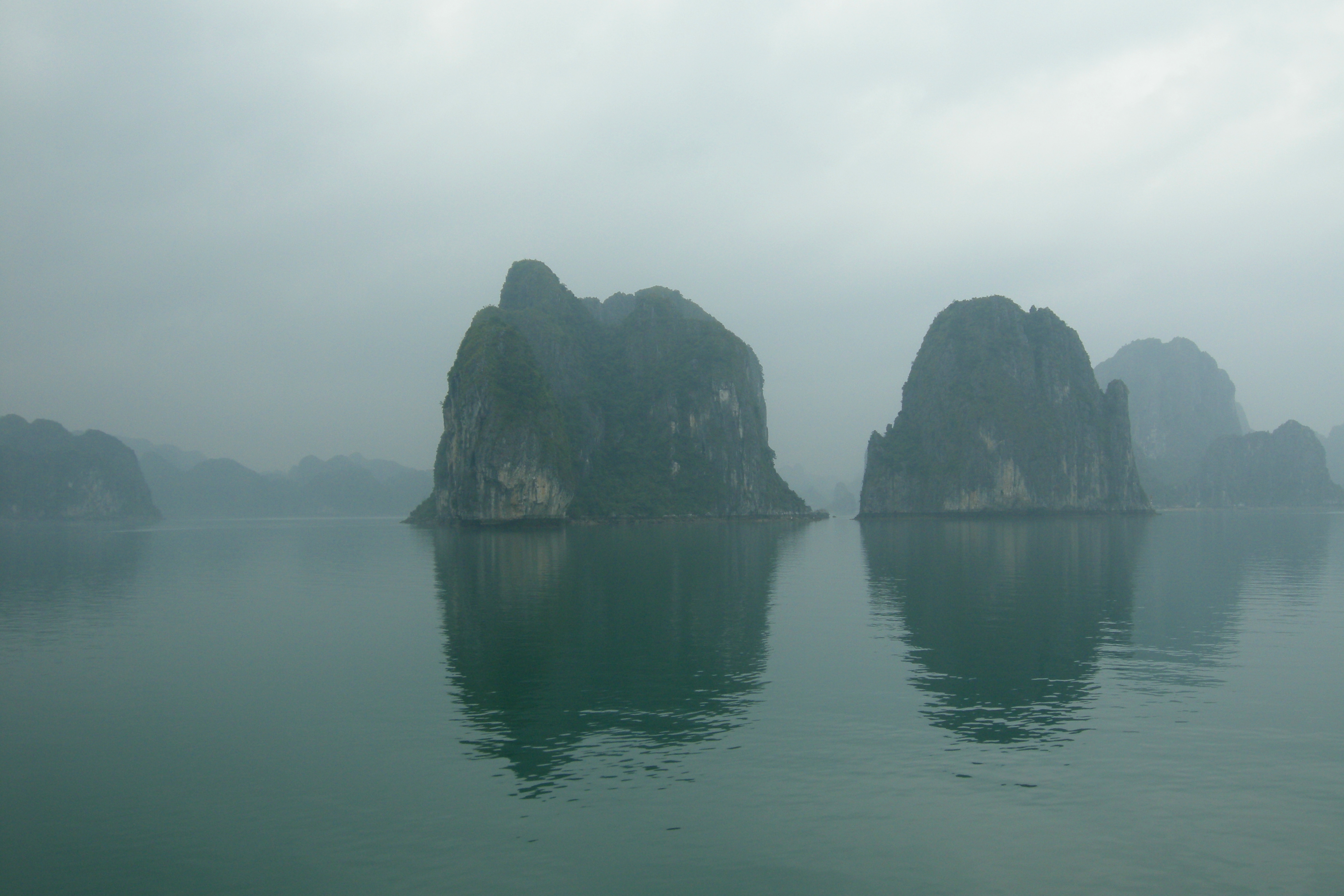
خلیج زیبای هالونگ در شمال ویتنام به عنوان یک مکان‌ طبیعی ثبت‌شده در سازمان جهانی یونسکو